# Sonja Åkesson
Sonja Åkesson (* 19. April 1926 in Buttle auf Gotland; † 5. Mai 1977 in Halmstad) war eine schwedische Schriftstellerin und Künstlerin. Sie wurde bekannt durch ihre leicht verständlichen, aber gesellschaftskritischen Gedichte.

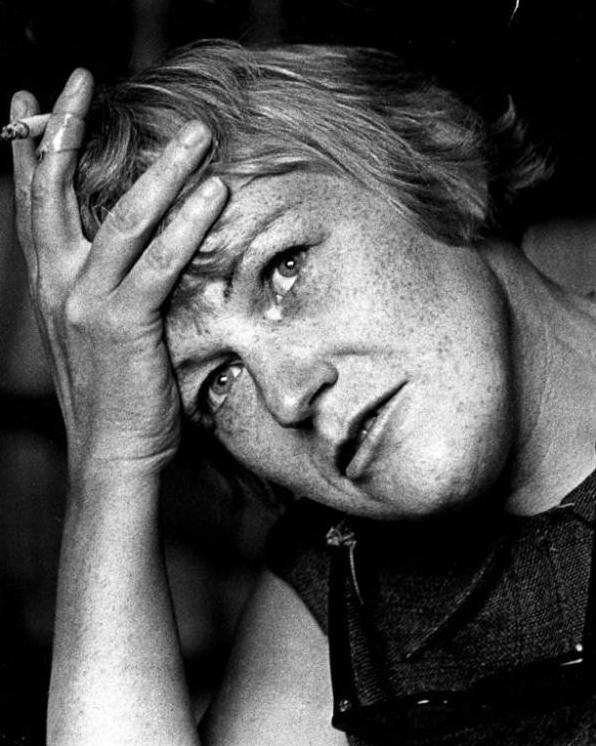
Sonja Åkesson (1968)

## Leben
Sonja Åkesson debütierte 1957 mit dem Lyrikband Situationer (Situationen). Bekannt wurde sie mit ihrer 1963 erschienenen Lyriksammlung Husfrid (Hausfrieden). Sie schreibt in einem unverwechselbaren Stil. Ihre lakonisch formulierten gesellschaftskritischen Gedichte über die Lebensbedingungen von Durchschnittsfrauen in ihrer gewohnten Umgebung sind der Alltagssprache angepasst und voller Ironie. Sie beschäftigen sich mit den negativen Erscheinungen der Gegenwart (Manipulation und Kommerzialisierung zum Beispiel) oder stellen zum Beispiel die Frau drastisch verzerrt als groteskes Gegenbild zur Schönheitsvorstellung der Männer dar (in Glasveranda).
Ihre bekanntesten Gedichte sind Självbiografi (Autobiografie) und Äktenskapsfrågan (Die Frage der Ehe), das mit der Zeile „vara vit mans slav“ (Sklave eines weißen Mannes) beginnt. Självbiografi aus dem Band Husfrid ist eine Hommage auf das Gedicht Autobiography des Beatdichters Lawrence Ferlinghetti.

„Während der Mann bei Ferlinghetti an seine Berufung zum Dichter glaubt, über das abendländische Kulturerbe souverän zu verfügen scheint und sich mit Ikaros vergleicht, ist die Frau bei Åkesson passiv und depressiv, ungebildet, und die Flügel Ikaros’ sind einem Buckel gewichen.“

Åkesson schrieb auch Liedtexte, und da ihre Gedichte in einem sehr einfachen umgangssprachlichen und somit leicht verständlichen Stil geschrieben sind, reizten sie zahlreiche Musiker zu Liedvertonungen. Auf der 2010 erschienenen CD Sonja Akesson Tolkad Av… zum Beispiel singen unter anderen Kajsa Gryt, Annika Norlin, Rebecka Törnqvist, Lisa Nilsson und Frida Hyvönen Vertonungen ihrer Lyrik.
Außer Lyrik verfasste Åkesson Erzählungen, Hörspiele sowie Texte für das Theater und Fernsehen. Zudem war sie als Künstlerin tätig. Bilder von ihr befinden sich zum Beispiel in ihrem Buch Hjärtat hamrar, lungorna smälter (1972). Ihre erste Ausstellung hatte sie 1975 im Halland Museum; ihre Collagen wurden 2004 in der Nationalgalerie Stockholm ausgestellt.
Ihre Texte wurden unter anderem ins Englische, Japanische, Isländische und Deutsche übersetzt. Ihr Gesamtwerk befindet sich im Sonja-Åkesson-Archiv in der Bibliothek in Hemse auf Gotland. Sie erhielt 1969 den Ferlinpreis
und 1974 den Literaturpreis „De Nios stora pris“.
Sonja Åkesson lebte zuletzt in Halmstad; sie starb 1977 an Leberkrebs.

## Werke

### Lyrik
- 1957: Situationer
- 1959: Glasveranda
- 1963: Husfrid
- 1965: Ute skiner solen
- 1969: Slagdängor (Liedtexte)
- 1973: Dödens ungar
- 1974: Sagan om Siv
- 1977: Hästens öga

### Prosa
- 1960: Skvallerspegel (Roman)
- 1962: Efter balen (Erzählungen)
- 1968: Hå! Vi är på väg (Hörspiel)
- 1969: Kändis (Hörspiel)
- 1970: Mamman och pappan som gjorde arbetsbyte (Kinderbuch)
- 1970: Höst side story (Musicaltext)
- 1974: Sagan om Siv (Fernsehfilm-Manuskript, SVT)
- 1978: En tid att avliva (Prosa)